# 希格内克托地峡
希格内克托地峡（英語：Isthmus of Chignecto），是连接加拿大新斯科舍半岛和大陆之间的一条地峡，属新斯科舍省和新不伦瑞克省管辖。
该地峡北为诺森伯兰海峡，南为芬迪湾，东接新斯科舍半岛，西连新不伦瑞克，最窄处宽仅24公里。地峡上建有公路和铁路，为新斯科舍与大陆之间的交通要道。